# Antoni Andrzej Rafał Gorski
Antoni Andrzej Rafał Gorski herbu Nałęcz (zm. 21 sierpnia 1736 roku w Warszawie) – surogator ziemski żmudzki w latach 1735–1736, surogator grodzki żmudzki w latach 1735–1736, chorąży żmudzki w latach 1712/1723–1736, strażnik żmudzki w latach 1708–1712, starosta telszewski w 1735 roku, pułkownik królewski w 1735 roku.
Poseł żmudzki na sejm 1718 roku. Był posłem Księstwa Żmudzkiego na sejm 1720 roku i sejm nadzwyczajny 1733 roku.
Jako poseł na sejm zwyczajny pacyfikacyjny 1735 roku z Księstwa Żmudzkiego i stronnik Augusta III Sasa podpisał uchwałę Rady Generalnej Konfederacji Warszawskiej w 1735 roku.